# Гласс, Герман
Герман Теобальд Гласс (англ. Herman Theobald Glass; 15 октября 1880, Лос-Анджелес, Калифорния — 13 января 1961, Лос-Анджелес, Калифорния) — американский гимнаст, чемпион летних Олимпийских игр 1904.
На Играх 1904 в Сент-Луисе в гимнастике Гласс соревновался только в упражнениях на кольцах. Набрав 45 очков, он занял первое место и выиграл золотую медаль.